# Floris Kleijne
Floris Kleijne (Amsterdam, 1970) is een Nederlandse auteur en projectmanager.

## Loopbaan
Na het afronden van een biologiestudie was hij werkzaam als trainer, coach, ondernemer en projectmanager. Beginnend in zijn school- en studietijd gaat hij in de loop van de jaren steeds meer schrijven. Sinds 2003 publiceert hij korte Engelstalige verhalen, vooral in de genres sciencefiction en fantasy. Vanaf 2013 volgden Nederlandstalige verhalen, zowel oorspronkelijk werk als vertalingen van eigen Engelstalig werk.
In februari 2021 debuteert Floris Kleijne bij Uitgeverij Meulenhoff Boekerij met de thriller Klaverblad. Hiervoor liet hij zich losjes inspireren door de Klimopzaak, de grootschalige fraude in de vastgoedsector, aangevuld met eigen ervaringen in de IT.
Met Klaverblad won Floris Kleijne de Schaduwprijs voor het beste Nederlandstalige debuut. De Schaduwprijs is een aanmoedigingsprijs, ingesteld door het Genootschap van Nederlandstalige Misdaadauteurs van de Auteursbond, die jaarlijks wordt uitgereikt aan de auteur van het spannendste Nederlandstalige debuut.

## Privéleven
Floris Kleijne is de broer van schrijver en journalist Jeroen Kleijne.